# Penacova
Penacova – miejscowość w Portugalii, leżąca w dystrykcie Coimbra, w regionie Centrum w podregionie Baixo Mondego. Miejscowość jest siedzibą gminy o tej samej nazwie.

## Demografia
| Liczba ludności gminy Penacova (1801–2011) | Liczba ludności gminy Penacova (1801–2011) | Liczba ludności gminy Penacova (1801–2011) | Liczba ludności gminy Penacova (1801–2011) | Liczba ludności gminy Penacova (1801–2011) | Liczba ludności gminy Penacova (1801–2011) | Liczba ludności gminy Penacova (1801–2011) | Liczba ludności gminy Penacova (1801–2011) | Liczba ludności gminy Penacova (1801–2011) | Liczba ludności gminy Penacova (1801–2011) |
| ------------------------------------------ | ------------------------------------------ | ------------------------------------------ | ------------------------------------------ | ------------------------------------------ | ------------------------------------------ | ------------------------------------------ | ------------------------------------------ | ------------------------------------------ | ------------------------------------------ |
| 1801                                       | 1849                                       | 1900                                       | 1930                                       | 1960                                       | 1981                                       | 1991                                       | 2001                                       | 2004                                       | 2011                                       |
| 8 706                                      | 8 593                                      | 18 253                                     | 16 964                                     | 18 704                                     | 17 351                                     | 16 748                                     | 16 725                                     | 16 850                                     | 15 251                                     |

## Sołectwa
Sołectwa gminy Penacova (ludność wg stanu na 2011 r.):
- Carvalho - 846 osób
- Figueira de Lorvão - 2737 osób
- Friúmes - 645 osób
- Lorvão - 3898 osób
- Oliveira do Mondego - 658 osób
- Paradela - 225 osób
- Penacova - 3254 osoby
- São Paio do Mondego - 211 osób
- São Pedro de Alva - 1607 osób
- Sazes do Lorvão - 749 osób
- Travanca do Mondego - 421 osób